# Партия демократической конвергенции — группа отражения
Партия демократической конвергенции — группа отражения (порт. Partido de Convergencia Democratica - Grupa de Reflexão) — политическая партия в Сан-Томе и Принсипи. Основана в 1990 году.

## История
Партия демократической конвергенции — группа отражения была основана 4 ноября 1990 года группой, отколовшейся от Движения за освобождение Сан-Томе и Принсипи, во главе с Леонелем Мариу д’Альва. Партия выиграла парламентские выборы 1991 года и была правящей партией с 1991 по 1994 год. С 1994 года поддержка партии значительно снизилась, партии пришлось вступать в альянсы с другими партиями Сан-Томе и Принсипи. На парламентских выборах, состоявшихся 3 марта 2002 года, Партия демократической конвергенции — группа отражения в альянсе с Демократическим движением сил перемен — Либеральной партией получила 39,4 % голосов и 23 из 55 мест. Тот же альянс выиграл на выборах, состоявшихся 26 марта 2006 года, набрав 36,79 % голосов и заняв и 23 из 55 мест. Партия поддержала действующего президента Фрадике де Менезеша на президентских выборах 30 июля 2006 года. Он был переизбран, получив 60,58 % голосов. Тем не менее поддержка партии продолжала падать. На выборах 2010 года партия получила только 13,60 % голосов и 7 мест в Национальной ассамблее, 5 мест в 2014 году.